# La Chapelle-du-Bourgay
La Chapelle-du-Bourgay település Franciaországban, Seine-Maritime megyében. Lakosainak száma 109 fő (2022. január 1.). La Chapelle-du-Bourgay Le Bois-Robert, La Chaussée, Sainte-Foy, Saint-Germain-d’Étables és Torcy-le-Petit községekkel határos.

## Népesség
A település népességének változása:
| Lakosok száma | 129  | 129  | 130  | 124  | 118  | 112  | 110  | 109  |
|               | 2013 | 2015 | 2017 | 2018 | 2019 | 2020 | 2021 | 2022 |